# OverClocked ReMix
OverClocked ReMix, nota anche come OC ReMix e OCR, è un'organizzazione senza scopo di lucro creata con lo scopo di preservare e rendere omaggio alla musica dei videogiochi riarrangiando e re-interpretando i pezzi con nuove tecnologie o con strumenti tradizionali. Il sito internet offre alcune migliaia di ri-arrangiamenti "fan-made", informazioni sulle colonne sonore dei videogame e sui relativi compositori, risorse per aspiranti artisti e un forum di discussione.
Il webmaster del sito è David W. Lloyd (noto col nickname "djpretzel"), che ha coniato la parola "ReMix" per riferirsi ad una re-interpretazione, in contrapposizione a "remix", che in genere implica modifiche al materiale originale. L'ambiguità del termine "ReMix" non è voluta, dal momento che lo scopo dell'organizzazione è di dare una nuova interpretazione dei temi originali e non di modificare o plagiare il lavoro di altri.
Lloyd diede vita all'organizzazione nel dicembre del 1999 col nome di "DJ Pretzel's OverClocked ReMix", una branca di OverClocked, un sito dedicato ai suoi fumetti online 3D. Da allora il sito si è espanso, cambiando grafica alcune volte e il dominio. Lloyd registrò OverClocked ReMix come società a responsabilità limitata (LLC) nel 2007.
Il sito raccoglie circa 2000 "ReMix", realizzati da oltre 500 "ReMixer". I generi musicali rappresentati sono i più svariati. I ReMix si possono scaricare singolarmente o in pacchetti BitTorrent, tutto gratuitamente, e sono rilasciati sotto una policy non commerciale. Saltuariamente il sito pubblica anche degli album in cui viene re-interpretata l'intera colonna sonora di un determinato videogioco (o serie) da un gruppo di "ReMixer".